# Élie d'Anbar
Élie d'Anbar est un évêque et théologien de l'Église d'Orient, écrivain de langue syriaque, actif au début du Xe siècle († après 923).
On en sait très peu sur sa vie. Il était évêque nestorien d'al-Anbar, sur l'Euphrate. Il eut des démêlés avec le catholicos Abraham Abraza (regn. 906-937), accusé de simonie.
Il a principalement laissé un volumineux ouvrage de poésie religieuse didactique, le Ktâbâ d-durrâshâ (Livre de l'instruction), dit aussi Ktâbâ d-mawwâthâ (Livre des centuries). Il s'agit formellement d'un texte versifié en strophes (quatrains), formant trente centuries, et organisé en dix « discours » (mêmré) et trois livres. Dans la tradition du Pseudo-Denys l'Aréopagite, l'œuvre a pour objet l'élucidation du symbolisme des Saintes Écritures, et la mise en évidence de la relation d'exemplarité qui existe entre le monde temporel et celui de l'au-delà.
Élie d'Anbar est aussi l'auteur d'une apologie du christianisme, d'homélies et de lettres.

## Édition
- Andreas Karl Juckel (éd.), Der Ktaba d-Durraša (Ktaba d-Ma'wata) des Elija al-Anbari. Memra I-III (texte syriaque et traduction allemande), Corpus Scriptorum Christianorum Orientalium, vol. 559-560 (Scriptores Syri, vol. 226-227), Peeters, Louvain, 1996.

## Liens
- Notices d'autorité :   - VIAF
  - ISNI
  - BnF (données)
  - IdRef
  - LCCN
  - GND
  - Italie
  - Israël
  - WorldCat